# XI SS Korps
Het XI SS-Legerkorps (Duits: XI. SS-Armeekorps) was een Duits legerkorps van de Waffen-SS tijdens de Tweede Wereldoorlog.  Het korps was slechts in naam een SS-legerkorps, want het voerde nooit het bevel over een eenheid van de Waffen-SS.  Op 1 februari 1945 werd het korps omgevormd naar het XI SS-Pantserkorps (Duits: XI. SS-Panzerkorps).

## Krijgsgeschiedenis XI SS-Legerkorps

### Oostelijke Karpaten
Op 24 juli 1944 werd het korps opgericht in Ottmachau uit de restanten van het 5e Legerkorps, dat tijdens de Slag om Sebastopol was vernietigd.  Het hoofdkwartier was een samenraapsel van administratief SS-personeel, een compagnie van SS-verbindingstroepen en stafofficieren van het reguliere leger. Op 6 augustus 1944 nam SS-Obergruppenführer Matthias Kleinheisterkamp het bevel over het XI SS-Legerkorps.  In tegenstelling tot andere SS-officieren was hij een bekwame organisator.
Na de ineenstorting van Legergroep Noord-Oekraïne in het Lemberg-Sandomierz-offensief was er een bres ontstaan in het Duitse front.  Begin augustus 1944 werd het 17e Leger opnieuw opgericht en ingezet om de bres te dichten.  Het nieuwe leger werd tussen het 1e Pantserleger, dat de passen van de oostelijke Karpaten verdedigde, en 4e Pantserleger, dat zich ten zuiden van Warschau bevond, geschoven. Het 59e Legerkorps en het XI SS-Legerkorps vormden het 17e Leger. De twee korpsen van het leger moesten de toegangswegen naar Krakau verdedigen.
Het XI SS-Legerkorps, dat de rechterflank van het leger vormde, kreeg de beschikking over twee nieuwe grenadierdivisies en een gevechtsgroep van de 78e Aanvalsdivisie (de zogenaamde Sturmdivision).  De 544e en de 545e_Grenadierdivisie waren in juli 1944  opgericht als zogenaamde Sperr-Division en daarna omgevormd naar grenadierdivisies.  Ze hadden niet de vuurkracht van een grenadierdivisie.  Deze divisies beschikten slechts over één batterij anti-tankkanonnen en twee batterijen van 10,5cm geschut.  Bovendien had deze divisies over slechts een kwart van het normale aantal vrachtwagens.  Het resultaat was dat de divisies slechts statische opdrachten konden vervullen. SS-Obergruppenführer Kleinheisterkamp vulde zijn korps aan met personeel en instructeurs van het SS-trainingskamp Debiça en hij confisqueerde elk stuk geschut dat zich in zijn sector bevond.
Het XI SS-Legerkorps begon met de aanleg van een verdedigingslinie tussen Tarnow en Pilzno. In dit gebied lag het SS-trainingskamp Debiça, waardoor de SS'ers een gedetailleerde kennis hadden van de omgeving. SS-Obergruppenführer Kleinheisterkamp verdeelde zijn eenheden in drie linies. In de voorpostenlinie bevonden zich verkenningspelotons, die alle strategische wegen naar het westen in de gaten hielden.  De belangrijkste linie bevond zich op de linkeroever van de Dunajec. Hier bevond zich een linie van gevechtsstellingen op bataljonssterkte, die elkaar konden ondersteunen.  Ongeveer 10 kilometer achter de hoofdverdedigingslinie bevond zich de reserve van het korps. De twee bataljons hadden de beschikking over vrachtwagens.
Nadat het Lemberg-Sandomierz-offensief van het 1e Oekraïense Front eind augustus 1944 tot stilstand was gekomen, stabiliseerde het front zich.  Tegenover het XI SS-Legerkorps bevond zich het 60e Leger. In maanden september en oktober ondernamen de Sovjets enkele pogingen om door te stoten naar Tarnow, maar het 60e Leger beschikte niet over een sterke tankstrijdmacht zodat de aanvallen zich beperkten tot lokale acties op regiments- en divisieniveau. Het XI SS-Legerkorps sloeg deze aanvallen af, maar het moest wel alle reserves inzetten om een doorbraak te verhinderen. In november verhinderden de weersomstandigheden elke offensieve actie.
Na het Wisla-Oderoffensief bevond het 17e Leger zich in een gevaarlijke vooruitgeschoven positie. Het leger kreeg de opdracht om zich naar het zuiden terug te trekken.  Na de val van Krakau begon het korps zijn stellingen te ontruimen en trok zich verder in de Karpaten terug.

## Krijgsgeschiedenis XI SS-Pantserkorps

### Oderfront
Het hoofdkwartier van het XI SS-Legerkorps werd verplaatst naar het 9e Leger, dat een nieuwe verdedigingslinie achter de Oder moest opbouwen.  Op 1 februari 1945 veranderde de naam naar XI SS-Pantserkorps. De nieuwe naam moest een indruk van sterkte geven, want er werden enkel infanterie- en pantsergrenadierdivisies aan het korps toegewezen.  Na het Weichsel-Oderoffensief hadden de Sovjets enkele kleine bruggenhoofden over de Oder gevestigd.  SS-Obergruppenführer Kleinheisterkamp kreeg de opdracht om het bruggenhoofd van het 1e Wit-Russische Front bij Kietz te vernietigen, de heuvelrug tussen Lebus en Küstrin te heroveren en het beleg van Küstrin te verbreken. In Küstrin, gelegen op de oostelijke oever van de Oder, hielden de Duitsers nog stand.  De stad was gelegen op de belangrijkste toegangsweg naar Berlijn. Een smalle corridor op de westelijke oever verbond Küstrin met de rest van de Duitse troepen. Het XI SS-Pantserkorps kreeg de beschikking over de 25e Pantsergrenadierdivisie, de 712e Infanteriedivisie en Pantsergrenadierdivisie Kurmark. Alle troepen in Küstrin werden onder tactisch bevel van het korps geplaatst.
Op 2 februari begon de aanval van de 25ste Pantsergrenadierdivisie, maar al spoedig stootten de Duitsers op hevige weerstand. Aanval en tegenaanval wisselden elkaar af en beide partijen leden zware verliezen. De Sovjets hielden stand en ze wisten zelfs hun bruggenhoofden ten noorden van Küstrin uit te breiden tot één bruggenhoofd. Op 6 februari 1945 zette de dooi in en het begon te regenen.  De ondergrond in de Odervallei was doorweekt en totaal ongeschikt voor tanks.  De strijd nam af en beide partijen hergroepeerden zich. Küstrin werd voortdurend bestookt de Sovjet artillerie. Begin maart 1945 klaarde het weer op en de Sovjets hervatten de aanval. Op 8 en 9 maart ondernamen ze een poging om de Warthe over te steken en de stad vanuit het oosten aan te vallen, maar de Duitsers sloegen de aanval af. Op 11 maart veroverde het 8e Gardeleger Kietz, waardoor de corridor nog maar enkele kilometers breed was.  De 25e Pantsergrenadierdivisie hield nog steeds de corridor open. In de gevechten ten zuiden van de stad had de 712e Infanteriedivisie meer dan 2.000 man verloren.
Op 19 maart 1945 trok SS-Obergruppenführer Kleinheisterkamp de zwaar gehavende 25e Pantsergrenadierdivisie terug. De pantsergrenadiers trokken zich terug uit de corridor nog voor hun plaatsvervangers waren verschenen. Onmiddellijk profiteerden de Sovjets van deze verwarring aan Duitse kant en ze sneden de laatste verbindingslijn tussen Küstrin en de westelijke oever door.  Het XI SS-Pantserkorps probeerde de corridor terug te openen, maar hun aanvallen op 22 maart en 27 maart faalden. Op 29 maart deed het garnizoen een uitbraak en ongeveer 1.300 man bereikten de Duitse linies. Op 30 maart capituleerde de stad.

### Verdediging van de Seelow Hoogten
Begin maart 1945 was kolonel-generaal Heinrici, commandant van legergroep Weichsel, begonnen met de aanleg van een verdediging in de diepte, bestaande uit drie gordels. Elke gordel was opgebouwd uit verschillende linies en tussen de linies waren er gemarkeerde routes zodat de verdedigers zich georganiseerd konden terugtrekken. Het was de bedoeling dat de aanvallers zich zouden vastlopen in de opeenvolgende stellingen en dat een doorbraak van een linie niet onmiddellijk tot een ineenstorting zou leiden zoals was gebeurd aan de Weichsel. De totale diepte van de verdediging was meer dan 20 kilometer.
De eerste gordel bevond zich in de Odervallei. Ze had een diepte van één tot drie kilometer. De bodem van de vallei werd doorsneden door talloze meren, beken en irrigatiekanalen. De linies waren opgebouwd uit mijnenvelden, prikkeldraad, loopgraven, houten bunkers en machinegeweerposten, die elkaar konden ondersteunen. De dorpjes en boerderijen waren uitgebouwd tot versterkte posities. Verschillende gebieden in de vallei waren geïnundeerd zodat de aanvallers naar bepaalde stroken werden geleid. Deze doorgangen werden afgeschermd door anti-tankgeschut, dat zich in de heuvels bevond.
De Seelowhoogten vormden de westelijke rand van de Odervallei. Deze heuvels hadden slechts een hoogte van 30 m, maar ze waren erg steil. De wegen waren smal en hadden veel haarspeldbochten. De heuvels vormden het hart van de tweede verdedigingsgordel.  Aan de voet van de heuvels bevonden zich twee linies met prikkeldraad, loopgraven, bunkers en anti-tankversperringen. Aan de voorzijde van de heuvels hadden de Duitsers verschillende PaK 43 en 88mm kanonnen ingegraven. Aan de achterzijde van de heuvels, buiten het zicht van de Sovjets, bevond zich de zware Duitse artillerie in versterkte geschutsopstellingen. Verscholen in bunkers op de heuvels hadden de artillerie waarnemers een goed overzicht over alle bewegingen in de vallei.
De derde gordel werd gevormd door anti-tankgrachten, drakentanden en Tsjechische egels. Ook bevonden zich hier de reserves van de verschillende korpsen. Deze eenheden waren goed verspreid en gecamoufleerd.  De voornaamste verdedigingswerken bevonden zich op de autoweg Frankfürt-Berlijn en op de weg Küstrin-Berlijn.
Het XI SS-Pantserkorps verdedigde het gebied tussen het dorpje Seelow en Frankfurt-aan-de-Oder. De 303e Döberitz-infanteriedivisie vormde de linkerflank van het korps. Ze was in januari 1945 opgericht uit personeel van het trainingskamp Döberitz. De zes bataljons waren ver beneden hun normale sterkte, want de divisie telde in totaal 3.860 man. Ze beschikte over 19 StuG III’s. De divisie kreeg versterking van het 1ste bataljon van het 26e Flak-regiment.  Dit bataljon beschikte over drie batterijen met 88 mm kanonnen. Deze kanonnen werden bediend door studenten en scholieren, die slechts een opleiding van enkele weken hadden gekregen. De divisie verdedigde het gebied rond Sachsendorf, ten zuiden van de autoweg Küstrin-Berlijn.
De centrale sector werd verdedigd door de veteranen van de 169e Infanteriedivisie. Deze divisie had gevochten in Finland, het noorden van Noorwegen en ze was maart 1945 naar de Oder verplaatst.  Ze telde 5 956 soldaten en beschikte over 10 Hetzers en 42 StuG III’s. De divisie bevond zich aan de voet van de Reitwein Spur en ze verdedigden de vallei van Podelzig tot Lebus.
De rechterflank werd gevormd door de 712e Infanteriedivisie. Deze eenheid had zware verliezen geleden tijdens de slag om Küstrin en veel bataljons waren ver beneden sterkte. Ze hadden nog geen nieuwe aanvullingen ontvangen en daarom was de divisie versterkt met een infanterieregiment van de Pantsergrenadierdivisie Kurmark.  De 712de infanteriedivisie had een sterkte van 4.882 man.  Ze verdedigde een gebied van de Lebus heuvels tot aan Frankfurt-aan-de-Oder.
De reserve van het XI SS-Pantserkorps werd gevormd door het Pantsergrenadierregiment Kurmark, met een sterkte van 3 PzKpfw IV en 16 Hetzers, door het Panzerregiment Brandenburg, bestaande uit 28 PzKpfw V (Panther) en 12 StuG III’s, en het Schwere SS-Panzer-Abteilung 502, bestaande uit 29 PzKpfw VI B (Königstiger).

### Slag om de Seelow Hoogten
Op 14 april 1945 begon het 1e Wit-Russische Front met zijn verkenningsaanvallen over de volledige breedte van het front.  Met gerichte aanvallen probeerden de Sovjets de posities van het Duitse geschut te lokaliseren, de verdediging te testen en de Duitse reserves te ontdekken.  De stellingen van de 303de Döberitz infanteriedivisie werden aangevallen door drie infanteriedivisies en een tankbrigade van het 8e Gardeleger. Ze veroverden het dorp Alt Tucheband en rukten 1500 m verder naar het westen op, voor ze werden teruggedreven.  De Duitsers heroverden het dorp na een zware strijd en namen hun oorspronkelijke stellingen opnieuw in.  Meer naar het zuiden viel het 69ste leger met zeven bataljons de posities van de 169ste infanteriedivisie langs de spoorweg Reitwein-Podelzig aan. Gesteund door hun gemechaniseerd geschut hielden de infanteristen stand.  Op het einde van de dag claimde het XI SS-Pantserkorps de vernietiging van 81 voertuigen en 700 gedode Sovjets.  De volgende dag verplaatste de strijd zich meer naar het noorden en in de sector van XI SS-Pantserkorps namen de gevechten af tot enkele schermutselingen.
Op 16 april 1945 begon de slag om de Seelow Hoogten.  De stellingen van het XI SS-Pantserkorps werden aangevallen door het 8e Gardeleger en het 69e Leger. In de nacht van 15 april had generaal Heinrici opdracht gegevens de eerste linie te ontruimen.  Het massale artillerie bombardement, dat gewoonlijk aan een Sovjetaanval voorafging, viel op lege stellingen.  odra de kanonnen zwegen, namen de Duitsers opnieuw hun stellingen in. Overal aan het front kwam het tot hevige gevechten.  Vanaf de heuvels bestookte de Duitse kanonnen de oprukkende Sovjets.  De Sovjets liepen vast in de versperringen van de eerste linie en de Duitse artillerie veroorzaakte zware verliezen onder de aanvallers. Rond het middaguur brak een bataljon T-34’s door de stellingen van de 303e Döberitz-infanteriedivisie.  Ze bereikten het spoorwegstation van Dolgelin, waar het hoofdkwartier was gevestigd. Kolonel Scheunemann, de bevelhebber van de divisie, werd gewond afgevoerd.  SS-Obergruppenführer Kleinheisterkamp zette een deel van zijn reserves in.  Het Kurmark regiment en één compagnie van de Schwere SS-Panzer-Abteilung 502 moesten de bres dichten. Zes Königstigers vielen het Sovjet tankbataljon aan.  Ze vernietigden 11 T-34’s en de rest sloeg op de vlucht.  De Duitse tanks beschoten de oprukkende Sovjets in de vallei, die geen verweer hadden tegen het Duitse tankgeschut.
Meer naar het zuiden probeerde het 69e Leger Mallnow te veroveren.  Vanaf deze positie dirigeerden de Duitsers het artillerievuur naar de lager gelegen vallei. Twee Sovjetregimenten braken door de Duitse linie, maar de veteranen van de 169e Infanteriedivisie hielden stand en bestookten de flanken van de doorgebroken aanvallers. Tegen de avond was de aanval afgeslagen en waren de Sovjets teruggedreven.  Bij Schönfliess brak het 69e Leger door de Duitse linie. Gesteund door een tankbrigade veroverde het 61e Korps verschillende bunkers. Ze trokken tussen de heuvels van Mallnow en Lebus en dreigden de tweede gordel te doorbreken.  SS-Obergruppenführer Kleinheisterkamp zette de laatste compagnie van de Schwere SS-Panzer-Abteilung 502 in.  De Königstigers reden frontaal op de aanvallers in, schakelden 9 T-34’s uit en joegen de infanteristen op de vlucht.
Op 17 april 1945 hervatte het 1e Witrussische Front zijn offensief.  Maarschalk Zjoekov wierp zijn beide tanklegers in de strijd en hij concentreerde zijn aanvallen op de linkerflank van het 9e Leger, waardoor het offensief tegen het XI SS-Pantserkorps lichtjes afnam. De 303e “Döberitz”-infanteriedivisie, gesteund door het Kurmarkregiment, hield nog steeds stand in Dolgelin, maar het 8e Gardeleger had de Duitse stellingen bij Friedersdorf veroverd.  De Sovjets beheersten de heuvels ten noorden van Dolgelin en ze concentreerden hun aanvallen op Diedersdorf. De Königstigers van de Schwere SS-Panzer-Abteilung 502 hadden geen brandstof, maar ze fungeerden als gepantserde geschutstellingen rond Dolgelin. Met hun kanonnen bestookten ze de Sovjets, die van Friedersdorf naar Diedersdorf oprukten. De Duitsers in Dolgelin werden aangevallen door twee Sovjet korpsen, terwijl een derde korps een doorbraak probeerde te forceren.
Meer naar het zuiden hernieuwde het 69e Leger zijn aanval op de Mallnow heuvelrug. Sovjet duikbommenwerpers bestookten de Duitse posities en ten koste van zware verliezen braken de Sovjets door de verdediging.  Een korps, gesteund door een tankbrigade, verdreef de Duitsers van de heuvel. De 169e Infanteriedivisie probeerde de posities te heroveren, maar faalde.  Op het einde van de dag hadden de Sovjets de heuvel nog steeds in handen, maar twee divisies van het 69e Leger hadden zoveel verliezen geleden dat ze niet in staat waren om verder op te rukken.  Een ander korps van het 69ste leger probeerde Schonfliess te veroveren, maar de Königstigers van de Schwere SS-Panzer-Abteilung 502 vernietigden 25 T-34’s en de 712de infanteriedivisie dichtte de bres.  Op het einde van de tweede dag had het 11de SS-Pantserkorps meer dan 4 400 man en 48 tanks verloren, maar ze hielden nog steeds stand.  Hun eerste verdedigingsgordel was volledig in handen van de Sovjets en de tweede gordel stond zwaar onder druk.  Op sommige plaatsen was hij erg dun, maar nog nergens was er een doorbraak.
Op 18 april zette kolonel-generaal Heinrici zijn reserves in.  Het 11de SS-Pantserkorps kreeg de 23e SS-Pantsergrenadierdivisie Nederland om zijn verdediging te versterken.  Op papier was het een geduchte strijdmacht, maar in werkelijkheid bestond de divisie uit één verzwakte SS-pantsergrenadierregiment dat nog slechts één bataljon infanterie en één compagnie zware wapens had.  De 23e SS-Pantsergrenadierdivisie moest vanuit het noorden komen, maar bereikte nooit de sector van het 11de SS-Pantserkorps. Slechts enkele gevechtgroepen overleefden de luchtaanvallen en beschietingen van de Sovjetartilerrie. Op 18 april brak het 1e Witrussische Front door de verdediging van het 9e Leger bij Wriezen en Diedersdorf. Er waren geen Duitse reserves meer om deze bressen te dichten. In Dolgelin, dat langs drie zijden was omsingeld, vochten nog steeds de restanten van de 303e “Döberitz”-infanteriedivisie en het Kurmarkregiment.  Zelfs nu bestookten de Duitsers in het dorp de tankcollones van het 1e Tankleger terwijl ze langs Diedersdorf naar Münchebegr trokken.  Het 69e Leger probeerde nog steeds Schönfliess te veroveren, maar de 712e Infanteriedivisie sloeg elke aanval af.
Ten noorden van het XI SS-Pantserkorps was de terugtocht van het 9e Leger begonnen. De linkerflank van het korps was niet langer gedekt en SS-Obergruppenführer Kleinheisterkamp gaf opdracht tot de terugtocht. In Dolgelin bliezen de Duitsers alle voertuigen op en ze ontsnapten te voet naar het westen. Ook de 169e Infanteriedivisie ontruimde zijn stellingen, maar de terugtocht ontaardde in een wilde vlucht. De restanten van de 712e Infanteriedivisie trok zich samen met de overgebleven Königstigers van de Schwere SS-Panzer-Abteilung 502 terug naar het zuidwesten.

### Slag van de Halbe Pocket
Het Duitse 9e Leger viel uiteen. Een deel van het leger trok zich terug naar het noordwesten, maar het XI SS-pantserkorps, het V SS Bergkorps en het garnizoen van Frankfurt-aan-de-Oder trok zich terug in de richting van Fürstenwalde en daarna verder naar het Spreewald. Hun terugtocht werd afgesneden door de tanklegers van het 1e Oekraïense Front, die Berlijn vanuit het zuiden naderden. De organisatie van de Duitse eenheden verdween. In het bosrijke gebied, waar er nauwelijks wegen waren, viel het korps uiteen in een aantal gevechtsgroepen.  Sommige groepen waren gegroepeerd rond officieren en andere groepen verzamelden zich bij de overgebleven tanks. Tussen de soldaten van de Wehrmacht en de Waffen-SS’ers kwam het tot vechtpartijen bij de verdeling van medicijnen, voedsel en munitie.  De groepen probeerden uit te breken naar het westen. Bij een van die pogingen verdween SS-Obergruppenführer Kleinheisterkamp. Vermoedelijk sneuvelde hij of pleegde zelfmoord om gevangenschap te ontlopen.

## Commandanten
| Rang                                                      | Naam                      | Begin           | Eind       |
| --------------------------------------------------------- | ------------------------- | --------------- | ---------- |
| SS-Obergruppenführer en generaal der Waffen-SS en Politie | Matthias Kleinheisterkamp | 6 augustus 1944 | 2 mei 1945 |